# سباق الزمن للشابات في بطولة العالم لسباق الدراجات على الطريق 2021
سباق الزمن للشابات في بطولة العالم لسباق الدراجات على الطريق 2021 (بالفرنسية: Contre-la-montre féminin des juniors aux championnats du monde de cyclisme sur route 2021)‏ هو سباق دراجات هوائية، وهو الموسم رقم 27 من سباق الزمن للشابات في بطولة العالم لسباق الدراجات على الطريق، وأقيم في 21 سبتمبر 2021، وامتدّ لمسافة 19.3 كيلومتر، وهو أحد سباقات بطولة العالم لسباق الدراجات على الطريق 2021، وشارك فيه  56 متسابقاً ووصل إلى نهايته  55 متسابقاً.
فاز فيه بالمركز الأول  Alena Ivanchenko ‏، وبالمركز الثاني  Zoe Bäckstedt ‏، وبالمركز الثالث  أنطونيا نيدرماير.

## الفرق
| فرق وطنية (32)- فريق بلجيكا لسباق الدراجات للسيدات تحت 19 سنة‏ - فريق بلغاريا لسباق الدراجات للسيدات تحت 19 سنة‏ - فريق كندا لسباق الدراجات للسيدات تحت 19 سنة‏ - فريق كولومبيا لسباق الدراجات للسيدات تحت 19 سنة‏ - فريق قبرص لسباق الدراجات للسيدات تحت 19 سنة‏ - فريق الدنمارك لسباق الدراجات للسيدات تحت 19 سنة‏ - فريق السلفادور لسباق الدراجات للسيدات تحت 19 سنة‏ - فريق إستونيا لسباق الدراجات للسيدات تحت 19 سنة‏ - فريق فنلندا لسباق الدراجات للسيدات تحت 19 سنة‏ - فريق فرنسا لسباق الدراجات للسيدات تحت 19 سنة‏ - فريق هولندا لسباق الدراجات على الطريق للسيدات تحت 19 سنة‏ - فريق إيطاليا لسباق الدراجات للسيدات تحت 19 سنة‏ - فريق كازاخستان لسباق الدراجات للسيدات تحت 19 سنة‏ - فريق لاتفيا لسباق الدراجات للسيدات تحت 19 سنة‏ - فريق ليتوانيا لسباق الدراجات للسيدات تحت 19 سنة‏ - فريق لوكسمبورغ لسباق الدراجات للسيدات تحت 19 سنة‏ - فريق النرويج لسباق الدراجات على الطريق للشابات ‏ - فريق النمسا لسباق الدراجات للسيدات تحت 19 سنة‏ - فريق بولندا لسباق الدراجات للسيدات تحت 19 سنة‏ - فريق روسيا لسباق الدراجات للسيدات تحت 19 سنة‏ - فريق سويسرا لسباق الدراجات للسيدات تحت 19 سنة‏ - فريق سلوفينيا لسباق الدراجات للسيدات تحت 19 سنة‏ - فريق سلوفاكيا لسباق الدراجات للسيدات تحت 19 سنة‏ - فريق إسبانيا لسباق الدراجات للسيدات تحت 19 سنة‏ - فريق بريطانيا العظمى لسباق الدراجات على الطريق للسيدات تحت 19 سنة‏ - فريق السويد لسباق الدراجات للسيدات تحت 19 سنة‏ - فريق جنوب أفريقيا لسباق الدراجات للسيدات تحت 19 سنة‏ - فريق التشيك لسباق الدراجات للسيدات تحت 19 سنة‏ - فريق ألمانيا لسباق الدراجات للسيدات تحت 19 سنة‏ - فريق أوكرانيا لسباق الدراجات للسيدات تحت 19 سنة‏ - فريق الولايات المتحدة لسباق الدراجات للسيدات تحت 19 سنة‏ - فريق أوزبكستان لسباق الدراجات للسيدات تحت 19 سنة‏ |  |
| |  |

## التصنيف العام النهائي
| \| التصنيف العام \| التصنيف العام \| التصنيف العام \| التصنيف العام \| التصنيف العام \| \| العداء \| العداء \| الفريق \| الوقت \| \| \| ------------- \| ------------------------------- \| ----------------------------------------------------------------- \| ------------- \| ------------- \| \| 1 \| Alena Ivanchenko [الإنجليزية]‏ \| فريق روسيا لسباق الدراجات للسيدات تحت 19 سنة‏ \| 25 د 05 ث \| \| \| 2 \| Zoe Bäckstedt [الإنجليزية]‏ \| فريق بريطانيا العظمى لسباق الدراجات على الطريق للسيدات تحت 19 سنة‏ \| + 10 ث \| \| \| 3 \| أنطونيا نيدرماير \| فريق ألمانيا لسباق الدراجات للسيدات تحت 19 سنة‏ \| + 25 ث \| \| \| 4 \| Anna van der Meiden [لغات أخرى]‏ \| فريق هولندا لسباق الدراجات على الطريق للسيدات تحت 19 سنة‏ \| + 1 د 25 ث \| \| \| 5 \| Maddie Leech [الإنجليزية]‏ \| فريق بريطانيا العظمى لسباق الدراجات على الطريق للسيدات تحت 19 سنة‏ \| + 1 د 26 ث \| \| \| 6 \| Elise Uijen [لغات أخرى]‏ \| فريق هولندا لسباق الدراجات على الطريق للسيدات تحت 19 سنة‏ \| + 1 د 29 ث \| \| \| 7 \| Églantine Rayer [الإنجليزية]‏ \| فريق فرنسا لسباق الدراجات للسيدات تحت 19 سنة‏ \| + 1 د 51 ث \| \| \| 8 \| Olivia Cummins [الإنجليزية]‏ \| فريق الولايات المتحدة لسباق الدراجات للسيدات تحت 19 سنة‏ \| + 2 د 15 ث \| \| \| 9 \| Febe Jooris [لغات أخرى]‏ \| فريق بلجيكا لسباق الدراجات للسيدات تحت 19 سنة‏ \| + 2 د 18 ث \| \| \| 10 \| Anniina Ahtosalo [الإنجليزية]‏ \| فريق فنلندا لسباق الدراجات للسيدات تحت 19 سنة‏ \| + 2 د 20 ث \| \| |                      |                                                                   |            |  |
| |                      |                                                                   |            |  |
| مصدر: ProCyclingStats |                      |                                                                   |            |  |
| التصنيف العام |                      |                                                                   |            |  |
| العداء | العداء               | الفريق                                                            | الوقت      |  |
| 1 | Alena Ivanchenko ‏    | فريق روسيا لسباق الدراجات للسيدات تحت 19 سنة‏                      | 25 د 05 ث  |  |
| 2 | Zoe Bäckstedt ‏       | فريق بريطانيا العظمى لسباق الدراجات على الطريق للسيدات تحت 19 سنة‏ | + 10 ث     |  |
| 3 | أنطونيا نيدرماير     | فريق ألمانيا لسباق الدراجات للسيدات تحت 19 سنة‏                    | + 25 ث     |  |
| 4 | Anna van der Meiden ‏ | فريق هولندا لسباق الدراجات على الطريق للسيدات تحت 19 سنة‏          | + 1 د 25 ث |  |
| 5 | Maddie Leech ‏        | فريق بريطانيا العظمى لسباق الدراجات على الطريق للسيدات تحت 19 سنة‏ | + 1 د 26 ث |  |
| 6 | Elise Uijen ‏         | فريق هولندا لسباق الدراجات على الطريق للسيدات تحت 19 سنة‏          | + 1 د 29 ث |  |
| 7 | Églantine Rayer ‏     | فريق فرنسا لسباق الدراجات للسيدات تحت 19 سنة‏                      | + 1 د 51 ث |  |
| 8 | Olivia Cummins ‏      | فريق الولايات المتحدة لسباق الدراجات للسيدات تحت 19 سنة‏           | + 2 د 15 ث |  |
| 9 | Febe Jooris ‏         | فريق بلجيكا لسباق الدراجات للسيدات تحت 19 سنة‏                     | + 2 د 18 ث |  |
| 10 | Anniina Ahtosalo ‏    | فريق فنلندا لسباق الدراجات للسيدات تحت 19 سنة‏                     | + 2 د 20 ث |  |

## وصلات خارجية
- لمحة عن سباق سباق الزمن للشابات في بطولة العالم لسباق الدراجات على الطريق 2021 على موقع  ProCyclingStats   (برو  سايكلنج  ستاتس) - إحصاءات  محترفي  الدراجات.
- سباق الزمن للشابات في بطولة العالم لسباق الدراجات على الطريق 2021 على موقع إحصائيات الدراجات الإحترافية (الإنجليزية)